# Michal Petrouš
Michal Petrouš (Praga, 6 dicembre 1969) è un allenatore di calcio ed ex calciatore ceco, fino al 1993 cecoslovacco, di ruolo centrocampista, tecnico della squadra riserve dello Slavia Praga.

## Palmarès

### Giocatore

#### Competizioni nazionali
- Coppa della Repubblica Ceca: 1

Viktoria Žižkov: 1993-1994

#### Competizioni internazionali
- Coppa Piano Karl Rappan: 2

Slavia Praga: 1992, 1993